# Asobara subalata
Asobara subalata är en stekelart som först beskrevs av Zaykov och Fischer 1982.  Asobara subalata ingår i släktet Asobara och familjen bracksteklar. Inga underarter finns listade.